# Andreas Lechtape
Andreas Lechtape (* 1956) ist ein deutscher Fotograf. Er hat sich vor allem auf Kunst- und Architekturfotografie spezialisiert und als Bildautor an zahlreichen Büchern mitgewirkt. 

## Leben

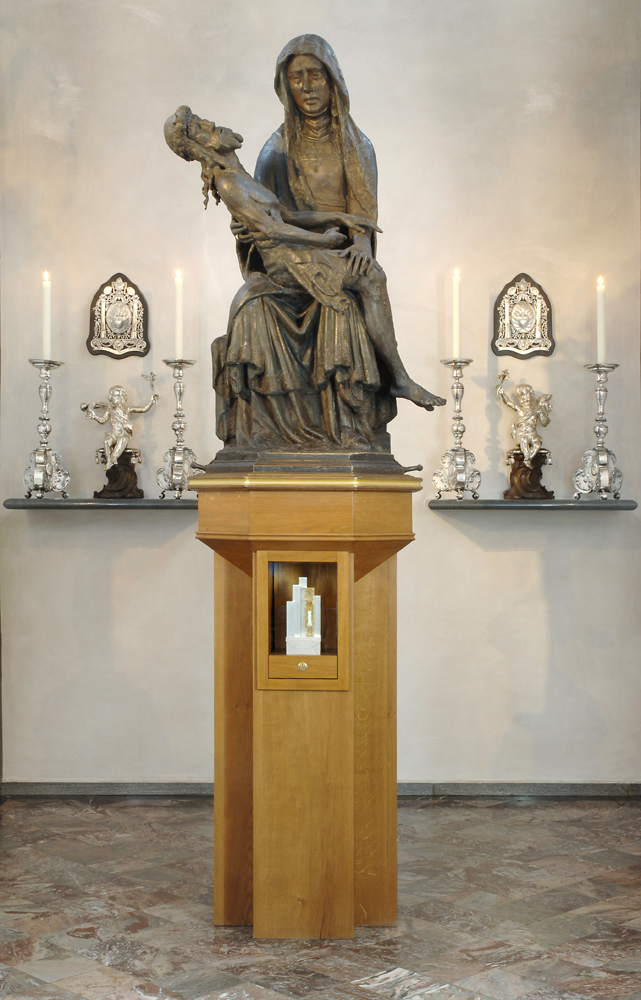
Reliquiar von Kardinal Clemens August Graf von Galen; Fotografie von Andreas Lechtape

Andreas Lechtape studierte Kommunikationsdesign/Fotodesign an der Fachhochschule Dortmund, wo unter anderem Pan Walther zu seinen Lehrern gehörte. Bereits in dieser Zeit wurde sein Interesse für Architekturfotografie und Kunstdokumentation geweckt, auf die er sich seitdem spezialisiert hat. Beide Aspekte konnte er bei seiner Arbeit für Kunstführer und Bildbänden zu einer Reihe bedeutsamer Kirchengebäude in idealer Weise kombinieren.
Seit 1986 freiberuflich tätig in Münster, ist er seit Mitte der 1990er Jahre regelmäßig als Bildautor an Büchern zu dieser Stadt und dem Münsterland beteiligt, die zumeist im Aschendorff Verlag erscheinen. Laut eigener Aussage legt er dabei großen Wert auf sehr persönliche Perspektiven. Ein Beispiel dafür ist Unbekanntes Münsterland. Ein Porträt (1998), entstanden in Zusammenarbeit mit dem Autor Hans-Peter Boer. Gemeinsam mit Boer und Stefan Buske erarbeitete Lechtape auch einen biografischen Bildband über Leben und Werk des Baumeisters Johann Conrad Schlaun, der 1995 erschien.
Daneben hat er umfangreich an Kunstführern des Regensburger Verlages Schnell und Steiner mitgewirkt, für den er auch als Verlagsrepräsentant im Bereich „Kunstführer“ tätig ist. Mehrfach arbeitete er mit dem Autor Clemens Kosch zusammen.
Lechtape fotografiert regelmäßig für Institutionen und Firmen in Westfalen, darunter befinden sich neben verschiedenen Kreis- und Stadtverwaltungen unter anderem auch das Bistum Münster, die Westfalen AG, der Landschaftsverband Westfalen-Lippe und der Westfälische Heimatbund. Daneben war und ist Lechtape für so unterschiedliche Auftraggeber wie das Architekturmuseum Frankfurt, die Kunsthalle Karlsruhe, das Germanische Nationalmuseum Nürnberg, das Rheinische Archivamt und die Klosterkammer Hannover tätig.
Andreas Lechtape lebt in Münster.

## Werk
An folgenden Büchern (Auswahl) war Andreas Lechtape jeweils als Bildautor beteiligt: 
- Stefan Buske: Münster. Artcolor-Verlag, Hamm 1992, ISBN 3-89261-091-6.
- Heinz Kalab, Wolfgang Reinsch: Südfrankreich. Erlebnis einer Kultur- und Naturlandschaft. Linnemann, Gütersloh 1993, ISBN 3-926466-92-8.
- Bernd Haunfelder, Ute Olliges, Hartmut Tauchnitz: Die Promenade in Münster – Vom Festungsring zum Grüngürtel. Bilder aus drei Jahrhunderten. Aschendorff, Münster 1994, ISBN 3-402-05107-9.
- Hans-Peter Boer, Stefan Buske: J. C. Schlaun. Sein Leben, seine Zeit, sein Werk. Aschendorff, Münster 1995, ISBN 3-402-05108-7.
- Ingrid Falldorf: Kloster Mariensee. Kunstverlag Fink, Lindenberg 1997, ISBN 3-931820-42-4.
- Hans-Peter Boer: Unbekanntes Münsterland. Ein Porträt. Aschendorff, Münster 1998, ISBN 3-402-05162-1.
- Karl Hagemann: Schöne Kirchen im Münsterland. Aschendorff, Münster 2001, ISBN 3-402-05170-2.
- Robert Suckale, Gude Suckale-Redlefsen: Stift Obernkirchen, Kreis Schaumburg (= Die blauen Bücher), Langewiesche, Königstein im Taunus 2001, ISBN 3-7845-1080-9.
- Jürgen Kaiser: Das Bonner Münster. Geschichte – Architektur – Kunst – Kult (= Große Kunstführer. 213), Schnell und Steiner, Regensburg 2002, ISBN 3-7954-1425-3.
- Erhard Obermeyer: Münster. Ein Porträt in Bildern. 2. Aufl. Aschendorff, Münster 2006, ISBN 3-402-06512-6.
- Martin Segers (Hrsg.): Die Glaubenstür der Klosterkirche Marienthal (= Große Kunstführer/Kirchen und Klöster. Band 212), Schnell und Steiner, Regensburg 2002, ISBN 978-3-7954-1495-5.
- Martin Segers: Der Friedhof an der Klosterkirche Marienthal (= Große Kunstführer/Kirchen und Klöster. Band 215), Schnell und Steiner, Regensburg 2003, ISBN 978-3-7954-1632-4.
- Oliver Karnau, Barbara Pankoke: Schöne Kirchen in Ostwestfalen-Lippe. Aschendorff, Münster 2004, ISBN 3-402-05183-4.
- Gerd-Ulrich Piesch: Klöster und Stifte im Osnabrücker Land (= Große Kunstführer/Kunstlandschaften. Band 218), Schnell und Steiner, Regensburg 2005, ISBN 978-3-7954-1737-6.
- Michel Schmitt: Kathedrale Unserer Lieben Frau, Luxemburg (= Kleine Kunstführer. Nr. 2200), 4., überarbeitete Auflage, Schnell und Steiner, Regensburg 2005, ISBN 3-7954-4033-5.
- Clemens Kosch: Paderborns mittelalterliche Kirchen. Architektur und Liturgie um 1300 (= Große Kunstführer. 227), Schnell und Steiner, Regensburg 2006, ISBN 978-3-7954-1870-0.
- Max Tauch: Kultur- und Kunststätten im Rhein-Kreis Neuss (= Große Kunstführer/Kunstlandschaften. Band 226), Schnell und Steiner, Regensburg 2007, ISBN 978-3-7954-1813-7.
- Hans-Peter Boer, Theo Damm: Schöne Höfe im Münsterland. Zeugen ländlicher Baukultur aus fünf Jahrhunderten. Aschendorff, Münster 2007, ISBN 978-3-402-00434-0.
- Thomas Frings: Gestaltete Umbrüche. Kirchen im Bistum Münster zwischen Neugestaltung und Umnutzung. Dialogverlag, Münster 2007, ISBN 978-3-937961-69-9.
- Arndt Friedrich, Michael Burger: Kloster Haina (= Große Kunstführer/Kirchen und Klöster. Band 237), Schnell und Steiner, Regensburg 2008, ISBN 978-3-7954-2121-2.
- Hans-Peter Boer: Burgen und Schlösser im Münsterland. Aschendorff, Münster 2010, ISBN 978-3-402-12766-7.
- Clemens Kosch: Die romanischen Kirchen von Essen und Werden. Architektur und Liturgie im Hochmittelalter (= Große Kunstführer. Band 253), Schnell und Steiner, Regensburg 2010, ISBN 978-3-7954-2346-9.
- Markus Zimmermann: Musik im Michel. Die Orgeln der Hauptkirche St. Michaelis zu Hamburg (= Große Kunstführer/Kirchen und Klöster. Band 146), Schnell und Steiner, Regensburg 2010, ISBN 978-3-7954-2029-1.
- Ingo Reimer, Elisabeth Weyerer-Reimer: Alt-Katholische Friedenskirche Essen (= Kleine Kunstführer. Nr. 2753), Schnell und Steiner, Regensburg 2010, ISBN 978-3-7954-6852-1.
- Hans-Günther Schneider, Stefan Zekorn: Wallfahrtsbasilika St. Marien Kevelaer (= Kleine Kunstführer. Nr. 1100), 6., neu bearbeitete Aufl. Schnell und Steiner, Regensburg 2010, ISBN 978-3-7954-4824-0.
- Gerhard Lutz, Jürgen Götz: Die Michaeliskirche in Hildesheim (= Große Kunstführer/Kirchen und Klöster. Band 246), Schnell und Steiner, Regensburg 2010, ISBN 978-3-7954-2248-6.
- Clemens Kosch: Die romanischen Dome von Mainz, Worms und Speyer. Architektur und Liturgie im Hochmittelalter (= Große Kunstführer. Band 259), Schnell und Steiner, Regensburg 2011, ISBN 978-3-7954-2401-5.
- Matthias Gretzschel: St.-Marien-Dom in Hamburg (= Große Kunstführer. Band 260), Schnell und Steiner, Regensburg 2011, ISBN 978-3-7954-2448-0.
- Bodo Zehm, Jan-Eggerik Delbanco: Holte und die Holter Burg (= Große Kunstführer/Schlösser und Burgen. Band 266), Schnell und Steiner, Regensburg 2011, ISBN 978-3-7954-2381-0.
- Rudolf Breuing, Karl-Ludwig Mengels, Wolfgang Knitschky: Die Kunst- und Kulturdenkmäler in Rheine. Teil 3: Die technischen und bäuerlichen Denkmäler etc., IVD, Ibbenbüren 2011, ISBN 978-3-941607-07-1.
- Hans J. Sperling (Hrsg.): Soest St. Patrokli. Geschichte und Kunst. Schnell + Steiner, Regensburg 2012, ISBN 978-3-7954-2557-9.
- Karl Eugen Mummenhoff, Gerd Dethlefs et al.: Schloss Nordkirchen. Deutscher Kunstverlag, Berlin/München 2012, ISBN 978-3-422-02304-8.
- Bernd Haunfelder: Münsterland. Deutsch – Englisch. Aschendorff, Münster 2012, ISBN 978-3-402-12945-6.
- Birgit Gropp: Ein Stück vom Himmel. Die schönsten Klöster in Westfalen. Schnell + Steiner, Regensburg 2012, ISBN 978-3-7954-2523-4.

Daneben schuf Andreas Lechtape die Fotografien für Dutzende von Bänden der Reihe Kleine Kunstführer im Verlag Schnell und Steiner, Regensburg.